# محوطه چوبینه ۲
محوطه چوبینه ۲ مربوط به عصر آهن است و در شهرستان دره‌شهر، بخش مرکزی، دهستان ارمو، ۲۵۰۰ متری جنوب غرب روستای ارمو واقع شده و این اثر در تاریخ ۲۶ دی ۱۳۸۶ با شمارهٔ ثبت ۲۰۶۴۸ به‌عنوان یکی از آثار ملی ایران به ثبت رسیده است.